# Балка Чаплина
Балка Чаплина також Балка Зустрічна і річка Чаплина - балка (річка) в Україні, в Шевченківському районі міста Дніпро та Дніпровському районі. Ліва притока Мокрої Сури (басейн Дніпра).

## Назва
Напис "Балка Чаплина" зустрічається на мапах з кінця ХІХ - початку ХХ століть, як і назви її вибалків: "Бузневатий байрак", "Попова балка", "Туміна балка", "Чортувата балка".
Друга назва - "Балка Зустрічна" походить від зведеного у 1927 році на правому боці балки залізничного роз'їзду Зустрічний.

## Опис
Довжина балки приблизно 10 кілометрів. Коефіцієнт звивистості річки - 1,08. Максимальна ширина річки  досягає  4 метрів. Течія стрімка, місцями - пороги. На річці є водоспад, походження якого не ясне: природне чи штучне.
В нижній частині балки росте листяний ліс.

## Розташування
Формується з двох струмків, що течуть вибалками : один від Корейської вулиці; другий з району перехрестя вулиць Василя Сліпака та Празької. Тече на південний схід, обтікаючи селище Корея,  житлові масиви Тополя - 1 та 2, селище  Дослідне.
Впадає в річку Мокра Сура в селі Новоолександрівка. 
Повз балку проходять залізниці Нижньодніпровськ - Вузол - Апостолове, Сухачівка - Нижньодніпровськ - Вузол з'єднані роз'їздом Зустрічний та залізнична гілка в аеропорт Дніпро. 

## Притоки
Ліві: 
Бузневатий байрак;
Балка Туміна;
Балка Попова;

права:
Балка Чортувата

## Зсувонебезпечність
Являється одним з найзсувонебезпечніших районів міста. 6 червня 1997 року відбувся масштабний зсув, що знищив житловий будинок по вулиці Панікахи 22, дачі, гаражний кооператив,   середню загальноосвітню школу N 99  та 2 дитячих садки.

## Вулиця Чаплина балка
22 лютого 2023 року, рішенням Дніпровської міської ради N 4 / - 34, в рамках дерусифікації міської топоніміки Дніпра, вулицю Волгоградську було перейменовано на Чаплину балку.